# Port lotniczy Chacalutta
Port lotniczy Chacalutta – port lotniczy zlokalizowany w chilijskim mieście Arica.

## Linie lotnicze i połączenia
- LAN Airlines (Iquique, Santiago)
- Sky Airline (Antofagasta, Iquique, La Paz, Santiago)